# Economía de Saba
La economía de Saba, la isla más pequeña de los Países Bajos, siempre ha estado limitada por su pequeña masa terrestre (cinco millas cuadradas) y su baja población (actualmente unas 1500 personas). Debido a que Saba es un volcán inactivo con costas rocosas y solo una playa, el turismo se desarrolló lentamente. Sin embargo, la isla se ha hecho conocida por sus oportunidades ecoturísticas, como el buceo, la escalada y el senderismo. La industria del turismo ahora contribuye más a la economía de la isla que cualquier otro sector.

## Historia económica

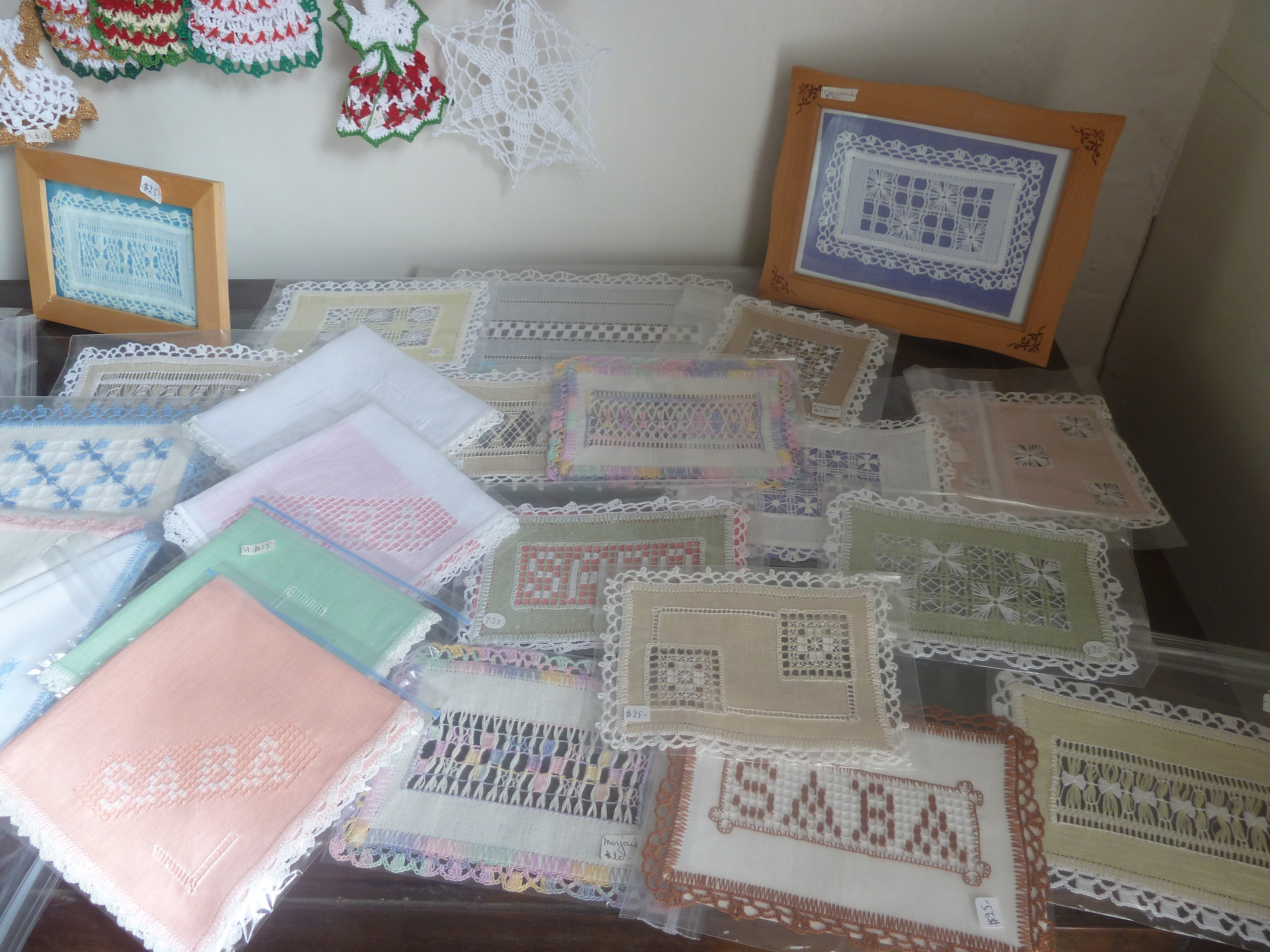
Saba Lace, Museo Harry L Johnson, Windwardside, Saba, enero de 2012.

Posiblemente, los primeros pobladores de Saba fueron un grupo de ingleses que naufragaron en su costa en 1632. Sin embargo, se desconoce si permanecieron en la isla a lo largo de esta década. Alrededor de 1640 Saba fue colonizada por colonos holandeses de la cercana San Eustaquio. A medida que avanzaba el siglo, Saba se convirtió en un refugio regional para el comercio ilícito. La agricultura, incluida la caña de azúcar, el algodón, el tabaco y el añil, fueron las primeras industrias importantes, así como la pesca. Los primeros africanos esclavizados llegaron a Saba al menos en la década de 1650, junto con la producción de azúcar.
Debido a que muchos de los hombres de Saba estuvieron en el mar durante períodos prolongados, las mujeres de la isla comenzaron a hacer encajes a fines del siglo XIX. Cuando el servicio de correo internacional estuvo disponible en 1884, las mujeres comenzaron a vender encajes Saba a los consumidores estadounidenses por pedido por correo. Las exportaciones de Saba Lace crecieron en importancia durante las décadas siguientes, alcanzando ventas de $ 15,000 (EE. UU.) Por año en 1928.
En la última parte del siglo XX, Saba comenzó a desarrollar la infraestructura necesaria para apoyar el turismo. La incorporación del aeropuerto Juancho E. Yrausquin, construido en 1963, hizo más accesibles los viajes entre Saba y otras islas. Asimismo, la construcción en 1972 de un muelle en Fort Bay ha permitido el servicio de ferry entre Saba y Saint Martin, así como el atraque de pequeños cruceros.
En 1987, la costa de Saba y las aguas circundantes fueron designadas como parque nacional Marino de Saba. Debido a las regulaciones para ayudar a conservar los arrecifes del parque marino y otras formas de vida acuática, se ha mantenido como un ecosistema próspero y saludable. Los buceadores se sintieron cada vez más atraídos por Saba, ya que sus arrecifes se han librado del daño sufrido por muchos arrecifes en todo el mundo.

## Economía actual
El turismo ha aumentado constantemente en los últimos años. Según la oficina oficial de turismo de Saba, en el primer trimestre de 2005 las llegadas de turistas a Saba totalizaron 7358. Las estimaciones actuales sitúan el número de turistas anuales en alrededor de 11.000. El mayor número de turistas proviene de los Estados Unidos, pero cada vez más viajeros holandeses y otros europeos están haciendo de Saba un destino.
La agricultura todavía contribuye a la economía, principalmente la ganadería y las hortalizas, especialmente las patatas. Saba Lace sigue vendiéndose en las tiendas de la isla. La Facultad de Medicina de la Universidad de Saba ha ganado importancia a medida que se ha expandido, contribuyendo con unos 200 puestos de trabajo (directa e indirectamente) y $ 4,8 millones al PIB.

## Estadísticas
Todas las estadísticas de esta sección provienen de la Oficina del Censo de Estadísticas de las Antillas Neerlandesas.
Producto Interno Bruto por sector.
| Año  | Gobierno | Empresas | PIB  |
| ---- | -------- | -------- | ---- |
| 1996 | 11,8     | 15,2     | 27,0 |
| 1997 | 16,4     | 15,4     | 31,8 |
| 1998 | 11,1     | 21,4     | 32,6 |
| 1999 | 11,2     | 22,0     | 33,2 |
| 2000 | 10,5     | 21,5     | 31,5 |
| 2001 | 9,5      | 22,6     | 32,1 |
| 2002 | 9,0      | 23,2     | 32,2 |
| 2003 | 8,8      | 24,8     | 33,6 |

### Empresas por industria
Esta información está de acuerdo con el censo empresarial de 1998. Debido a los criterios de la CSB para definir una empresa durante este censo, no se contabilizaron las empresas muy pequeñas. Se excluyeron algunos otros grupos, como los pequeños agricultores y pescadores independientes, los vendedores del mercado y los taxistas independientes. El censo tampoco incluye departamentos y servicios gubernamentales o fundaciones completamente subsidiados por el gobierno.
| Industria                 | Empresas |
| ------------------------- | -------- |
| Agricultura y minería     | 1        |
| Fabricación               | 2        |
| Electricidad, gas y agua  | 1        |
| Construcción              | 3        |
| Comercio                  | 24       |
| Hoteles y restaurantes    | 20       |
| Transporte y comunicación | 5        |
| Servicios financieros     | 5        |
| Servicios de Negocios     | 2        |
| Educación                 | 1        |
| Salud y Trabajo social    | 0        |
| Otros Servicios           | 5        |
| Total                     | 69       |